# Dobsonia inermis
Il pipistrello della frutta dal dorso nudo delle Salomone (Dobsonia inermis Andersen, 1909) è un pipistrello appartenente alla famiglia degli Pteropodidi, endemico delle Isole Salomone.

## Descrizione

### Dimensioni
Pipistrello di medie dimensioni, con la lunghezza della testa e del corpo tra 118 e 188 mm, la lunghezza dell'avambraccio tra 91,4 e 116,4 mm, la lunghezza della coda tra 13,1 e 33 mm, la lunghezza della tibia tra 44 e 54,8 mm, la lunghezza delle orecchie tra 21 e 23,9 mm e un peso fino a 215 g.

### Aspetto
La pelliccia è corta. Il colore della testa e delle spalle è marrone scuro, il torace è marrone mentre le parti ventrali sono marroni chiare con dei riflessi giallo-verdastri. Il muso è relativamente corto e largo, le narici sono leggermente tubulari, gli occhi sono grandi. Le orecchie sono lunghe e appuntite. Le membrane alari sono attaccate lungo la spina dorsale, dando l'impressione di una schiena priva di peli. Gli artigli sono marroni. La coda è ben sviluppata, mentre l'uropatagio è ridotto ad una sottile membrana che si estende lungo la parte interna degli arti inferiori.

## Biologia

### Comportamento
Si rifugia all'interno delle grotte e talvolta sulle pareti rocciose.

### Alimentazione
Si nutre di frutta.

### Riproduzione
Femmine che allattavano e con dei piccoli sono state osservate nei mesi di marzo, luglio e novembre.

## Distribuzione e habitat
Questa specie è diffusa nelle Isole Salomone.
Vive nelle foreste primarie e secondarie fino a 950 metri di altitudine.

## Tassonomia
Sono state riconosciute due sottospecie:
- D.i. inermis: Bougainville, Buka, Fauro, Guadalcanal, Kolombangara, Lologhan, Loun, Makira, Malaita, Mono, Nuova Georgia, Nggela, Nissan, Pavuvu, Rennell, Roviana, Savo, Tulagi, Uki Ni Masi, Vangunu, Vella Lavella;
- D.i. minimus (Phillips, 1968): Choiseul, Santa Isabel, San Jorge.

## Conservazione
La IUCN Red List, considerato il vasto areale e la popolazione numerosa, classifica D. inermis come specie a rischio minimo (Least Concern)).